# Лєйляті ль-Кадр
Лейляті ль-Кадр (араб. لَيْلَةِ الْقَدْرِ, латиніз. лєйляті ль-кадр - ніч вирішення долі, ніч могутності) - згадувана в Корані ніч мусульманського місяця Рамадан. Її особливістю є те, що саме в цю ніч було розпочато послання Корану пророку Мухаммаду:
| " | Воістину, зіслали Ми його в Ніч Величності Аль-Кадр 97:1 (Якубович) | " |

| " | Рамадан є місяцем, во время которого Було зіслано Коран Аль-Бакара 2:185 (Якубович) | " |

Точна дата Ночі приречення невідома; існує більше 40 припущень з цього приводу. Відповідно до хадисами очікувати її слід в останні десять днів місяця Рамадан. Пророк сказав: «Вона (настане) в одну з (останніх) десяти (ночей рамадану)» або «... протягом семи останніх (ночей)». В іншій версії хадісу сказано: «Це ніч, в якій Посланник Аллаха, мир йому і благословення Аллаха, повелів нам вистоювати її [в молитвах]. Це двадцять сьома ніч».
Оскільки в останні десять ночей Рамадану Пророк невідлучно перебував в мечеті і «виявляв більше старанності в справах поклоніння, ніж в інші його дні», мусульманину також в цей період рекомендовано постійно перебувати в мечеті і поклонятися Всевишньому: в Ніч приречення Аллах приймає рішення про його долю і «тому, хто проведе її в молитві з вірою і надією на нагороду Аллаха, простяться його колишні гріхи».